# Towarowa Towers
Towarowa Towers – kompleks dwóch jednakowych wieżowców mieszkalnych w Warszawie, położonych przy ulicy Prostej 69C/69D, w dzielnicy Wola.

## Historia
Towarowa Towers zostały zrealizowane przez spółkę Asbud, z projektem autorstwa biura FS&P Arcus i Hochtief Polska jako generalnym wykonawcą. Ich budowa trwała od kwietnia 2021 do listopada 2024.

## Opis
Oba budynki mają 29 kondygnacje, z całkowitą wysokością 105 m i dachem na 95 m. Łącznie mają 577 apartamentów o powierzchni od 25 do 140 m².